# Önningebymuseet

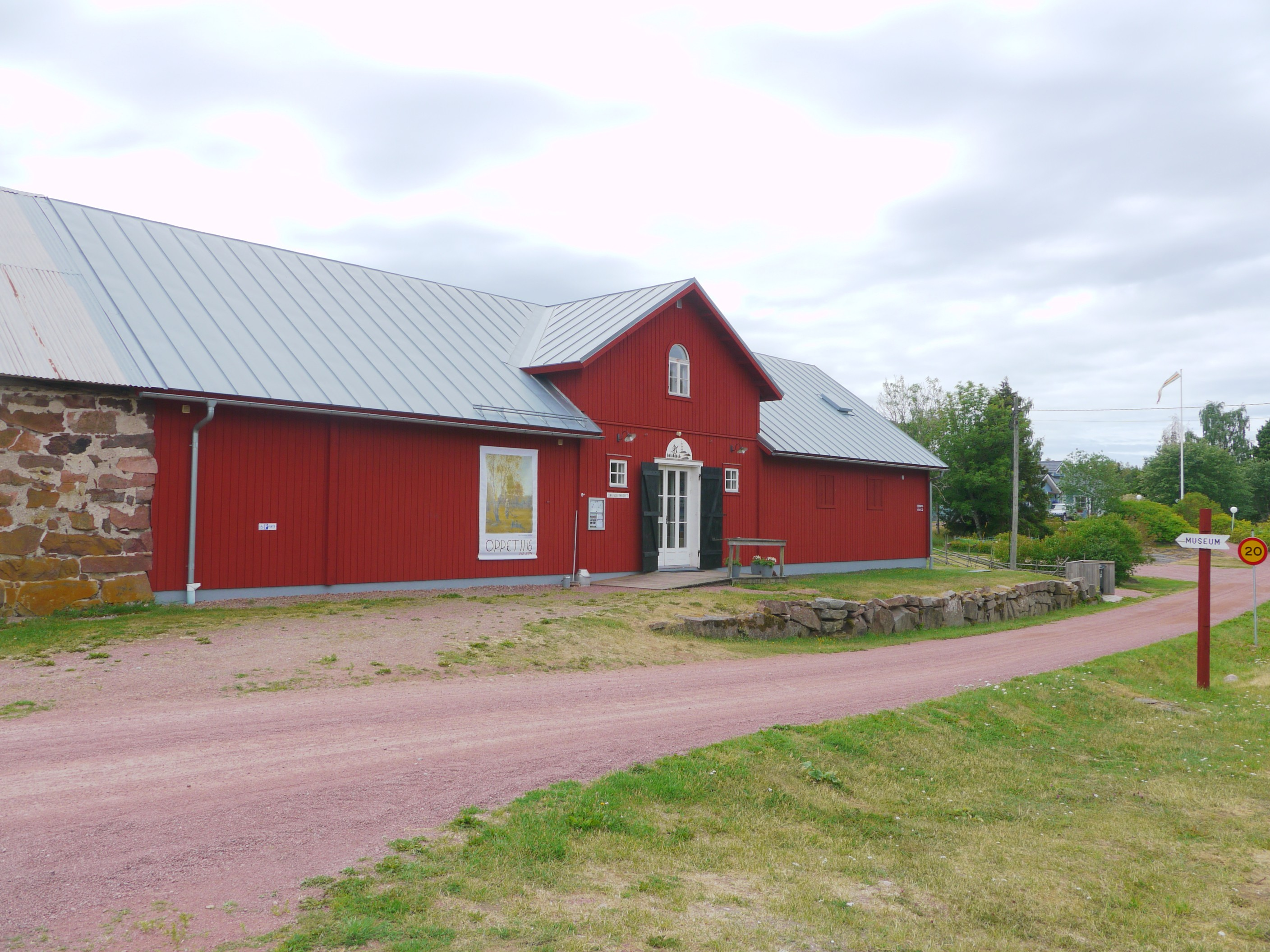
Önningebymuseet.

Önningebymuseet är ett konstmuseum på Åland. Museet öppnade 1992 i en gammal stenladugård i Önningeby, 6 kilometer nordost om Mariehamn. Museet drivs av Önningeby hembygdsförening och visar företrädesvis konst från Victor Westerholms konstnärsgrupp Önningebykolonin. 
Svenska och finländska konstnärer samlades i byn i flera decennier och bland de namnkunnigaste återfinns J.A.G. Acke och Edvard Westman från Sverige och Elin Danielson och Hanna Rönnberg från Finland. Estniska konstnärer och författare besökte byn 1906-13. På museiområdet finns även Jonesas hembygdsgård med mangårdsbyggnad och lillstuga i ursprungligt skick. Intill Önningebymuseet ligger Sjöbloms emigrant- och torparmuseum, ett museum som påminner om de mindre bemedlades liv och om de många ålänningar som emigrerat till främmande länder.
Önningebymuseet byggdes ut 1999 och en ny utökning planeras under år 2022.[uppföljning saknas] I museet anordnas också tillfälliga konstutställningar.